# Soga Shōhaku
Soga Shōhaku (曾我 蕭白, 1730 - 1781) est un peintre japonais de l'époque d'Edo.

## Biographie
Son nom de naissance est Miura Sakonjirō. Sa famille est aisée mais tous les membres immédiats meurent avant qu'il n'atteigne l'âge de dix-huit ans.
On ne connaît pas bien sa vie, mais il avait la réputation de survivre comme un mendiant, en rodant près des temples et en échangeant ses œuvres contre de la nourriture et de l'alcool.
De nombreuses anecdotes le dépeignent comme un asocial excentrique parfois proche de la folie, mais il est possible qu'elles soient apocryphes et qu'elles aient été inventées pour expliquer l'étrangeté de ses peintures.

## Œuvre
Jeune, il devient étudiant de Takada Keiho, membre de l'importante École Kanō qui s'inspire des techniques et sujets Chinois. La désillusion de Shōhaku envers ces ateliers stricts le pousse à se distinguer de ses contemporains, se concentrant vers le style de pinceau de l'époque Muromachi, une esthétique déjà largement dépassée cent cinquante ans avant sa naissance.

## Galerie

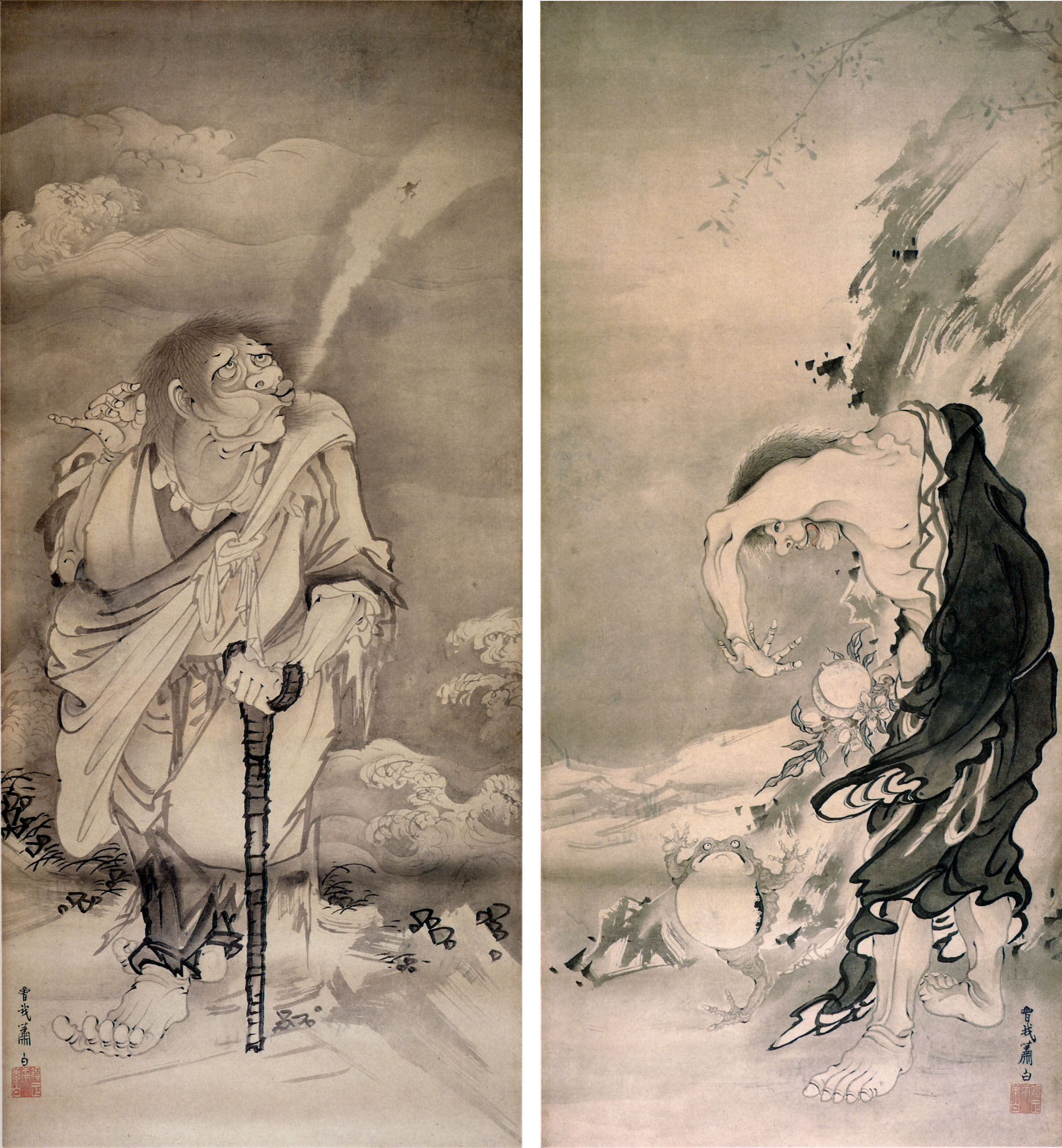
L'immortal daoiste: Li Tieguai et Liu Haichan (Museum of Fine Arts Boston)
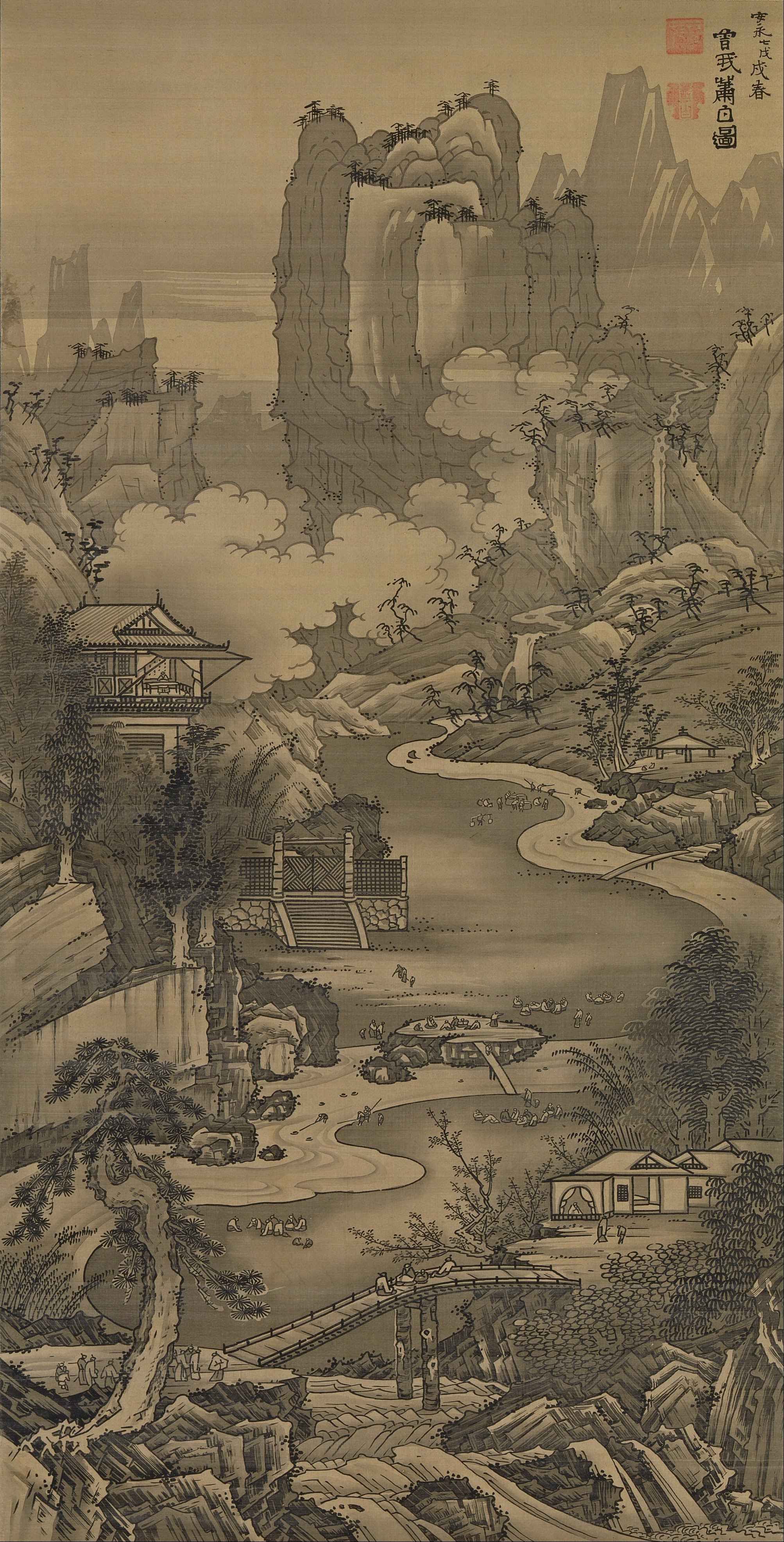
Orchid pavilion gathering (National Gallery of Victoria)
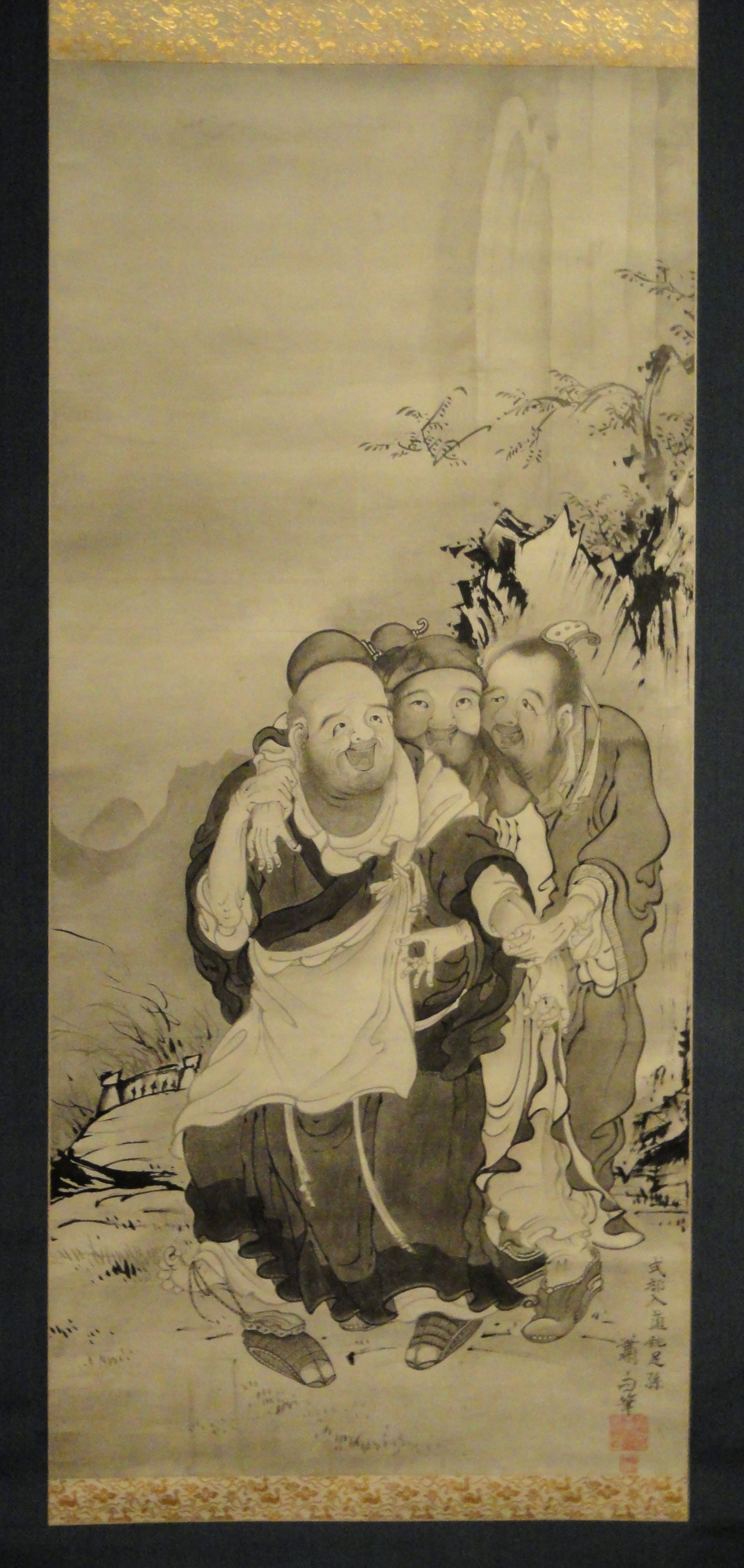
Les trois rieurs du ravin du tigre (Indianapolis Museum of Art)
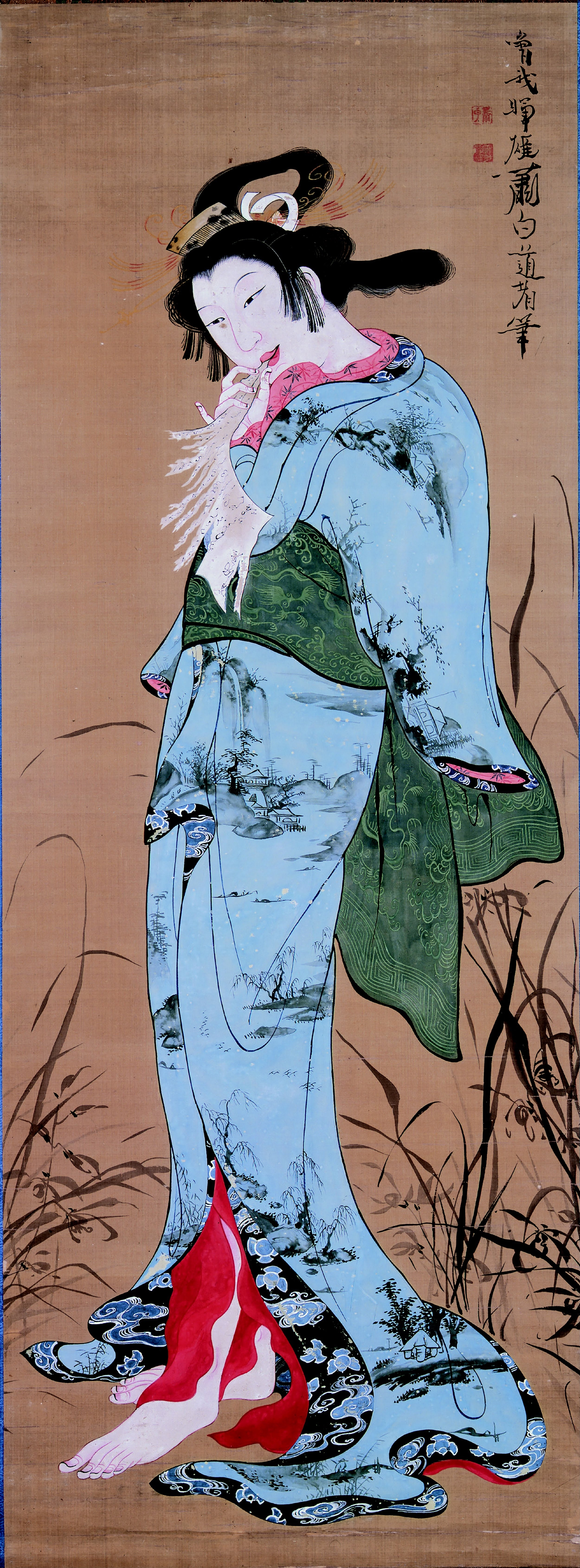
Beauté (Nara Prefectural Museum of Art)
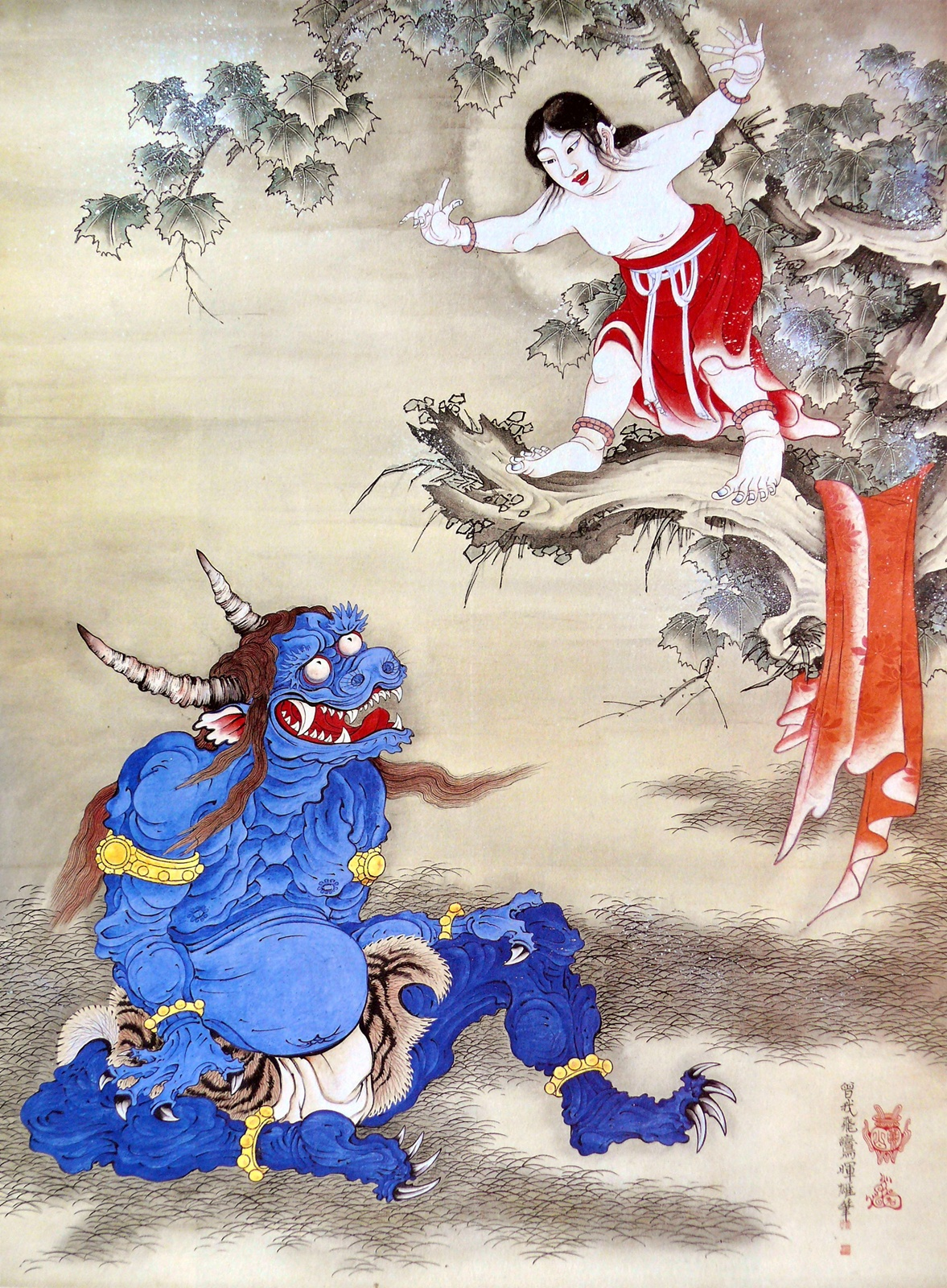
Sessen Dōji-zu (Mie Prefectural Art Museum)